# Albert Meyer (Theologe)
Albert Meyer, auch Meiger, Meygerius oder Major, (* 1528 auf Pellworm; † am 17. oder 18. August 1603 in Lindholm) war ein Pastor.

## Leben und Wirken
Albert Meyer war ein Sohn von Johann Meier (Meiger) († 17. Februar 1561) und dessen Ehefrau Wiebke Nielsen (sie lebte 1581). Der aus Hamburg stammende Vater hatte auf Nordstrand als Reformator gewirkt, war 1525 Pastor in Pellworm und 1532 in Rendsburg gewesen. Sein Bruder Samuel Meiger war ebenfalls Pastor, Autor, Herausgeber und Gelehrter. Seine Schwester Sara, die vor 1603 starb, war in zweiter Ehe verheiratet mit Georg Boetius. Seine Schwester Elisabeth war verheiratet mit dem Tonderner Propst Georg Peträus (Jürgen Petersen) und die Schwiegermutter von Jacob Fabricius dem Älteren.
Meyer, der seit Jugendtagen mit Johannes Pistorius befreundet war, studierte gemeinsam mit diesem ab 1547 Theologie an der Universität Kopenhagen. Mit der Unterstützung von König Christian III. wurde er drei Jahre später Magister. Christian III. empfahl der Universität, Meyer zum Mathematikprofessor zu berufen, was die Bildungseinrichtung aber aufgrund dessen mangelnder Übung und Reputation sowie des Alters ablehnte. In den Folgejahren unterrichtete er offensichtlich dennoch mathematische Fächer. Auf dem Titelblatt seiner Disputation trägt er den Titel eines Professors der Philosophischen Fakultät.
Spätestens ab 1552 war Meyer Pastor in Keitum und wechselte ein Jahr später nach Lindholm. Überlegungen, an die Universität zurückzugehen, stellte er schnell ein. Um 1565 besuchte er Vorlesungen Caspar Peucers an der Universität Wittenberg, wirkte ansonsten trotz einiger Konflikte weiterhin bis Lebensende in seiner Gemeinde. Gemeindemitglieder unterstellten ihm unter anderem, der Magie anzuhängen. Meyer starb gemäß der Lindholmer Dorfchronik an der Pest.

## Bedeutung als Theologe und Wissenschaftler
Meyer genoss als Theologe vermutlich hohes Ansehen. 1561 sagte der Rendsburger Amtsmann über ihn, dass er die einzige Person sei, die der Amtsnachfolge seines Vaters würdig sei. 1576 und 1579 vertrat er Herzog Hans von Schleswig-Holstein-Hadersleben  bei Beratungen zur Konkordienformel.
Als Mathematiker beteiligte sich Meyer 1564 an den Vermessungsarbeiten zur Eindeichung des Gotteskooges. Außerdem beschäftigte er sich mit Alchemie und Astrologie, die aus seiner Sicht nicht im Widerspruch zur Religion standen, in seiner Gemeinde jedoch Misstrauen erregte.
Sehr merkwürdig erscheint die Tatsache, dass sich Meyer viele Jahre stark mit den Polarregionen auseinandersetzte. Hierzu sammelte er Schriften über Grönland. Er schrieb an Heinrich Rantzau, dass er König Christian VI. bitten solle, ihn als geistlichen und weltlichen Regenten der nordischen Länder einzusetzen. Außerdem solle ihm der König erlauben, an einer geplanten Expedition nach Grönland mitzureisen. Alternativ wollte er Geld und die Möglichkeit haben, zu Forschungszwecken Norwegen, Island, die Färöer-Inseln und alle „insulas borealis“, die er erreichen konnte, zu besuchen.

## Werke
Meyer schrieb eine Predigtpostille, die jedoch nicht gedruckt erschien. Hinzu kam ein kleines Handbuch für Reisen, das einen systematischen Fragebogen enthielt, um somit besuchte Orte und Länder genau beschrieben zu können. Dieses Werk wurde wiederholt aufgelegt.
Gemäß Anton Heimreich schrieb Meyer wahrscheinlich ein historisches Lied, in dem er den Tod König Christians III. thematisierte. Heimrich hatte mit seiner Vermutung vermutlich Recht.

## Familie
Meyer heiratete vor Juni 1553 Caecilia Becker († 22. März 1559), die eine Schwester seines Jugendfreundes Johannes Pistorius war. In zweiter Ehe heiratete er am 12. November 1559 Catharina, deren Vater Friedrich Johannsen aus Niebüll stammte und Deichgraf in Lindholm war.